# Eremobates hodai
Eremobates hodai är en spindeldjursart som beskrevs av Muma 1989. Eremobates hodai ingår i släktet Eremobates och familjen Eremobatidae. Inga underarter finns listade i Catalogue of Life.